# Station Syke
Station Syke (Bahnhof Syke) is een spoorwegstation in de Duitse plaats Syke, in de deelstaat Nedersaksen. Het station ligt aan de spoorlijn Wanne-Eickel - Hamburg. Op het station stoppen naast Regional-Expresstreinen ook treinen van de Regio-S-Bahn van Bremen en Nedersaksen. Het station telt drie perronsporen, waarvan twee aan een eilandperron.

## Treinverbindingen
De volgende treinseries doen station Syke aan:
| Serie | Treinsoort                       | Route                                                                                       | Bijzonderheden                                              |
| ----- | -------------------------------- | ------------------------------------------------------------------------------------------- | ----------------------------------------------------------- |
| RE 9  | Regional-Express (DB Regio Nord) | (Bremerhaven-Lehe – Bremerhaven Hbf – ) Bremen Hbf – Syke – Diepholz – Osnabrück Hbf        | Rijdt 1x per twee uur tussen Bremerhaven-Lehe en Bremen Hbf |
| S2    | Regio-S-Bahn (NordWestBahn)      | Bremerhaven-Lehe – Bremerhaven Hbf – Osterholz-Scharmbeck – Bremen Hbf – Syke – Twistringen | Versterkingstreinen tijdens de spits                        |